# الهيئة العامة لإدارة وتطوير الغاب
الهيئة العامة لإدارة وتطوير الغاب مؤسَّسة حكومية سوريَّة تعمل على إدارة وتنظيم استثمار منطقة الغاب، التي تشمل الأراضي الواقعة في سهل الغاب وطار العلا والعشارنة والأراضي الجبلية المحيطة بها. يقع مقرها الرئيسي في مدينة السقيلبية، وتتبع وزارة الزراعة والإصلاح الزراعي.
تتمتع الهيئة بالشخصية الاعتبارية والاستقلال المالي والإداري وترتبط بالوزير.
تأسست الهيئة في عام 2005 خلفًا للمؤسسة العامة لإدارة وتنظيم استثمار الغاب ومديرية الزراعة والإصلاح الزراعي في الغاب.

## التاريخ

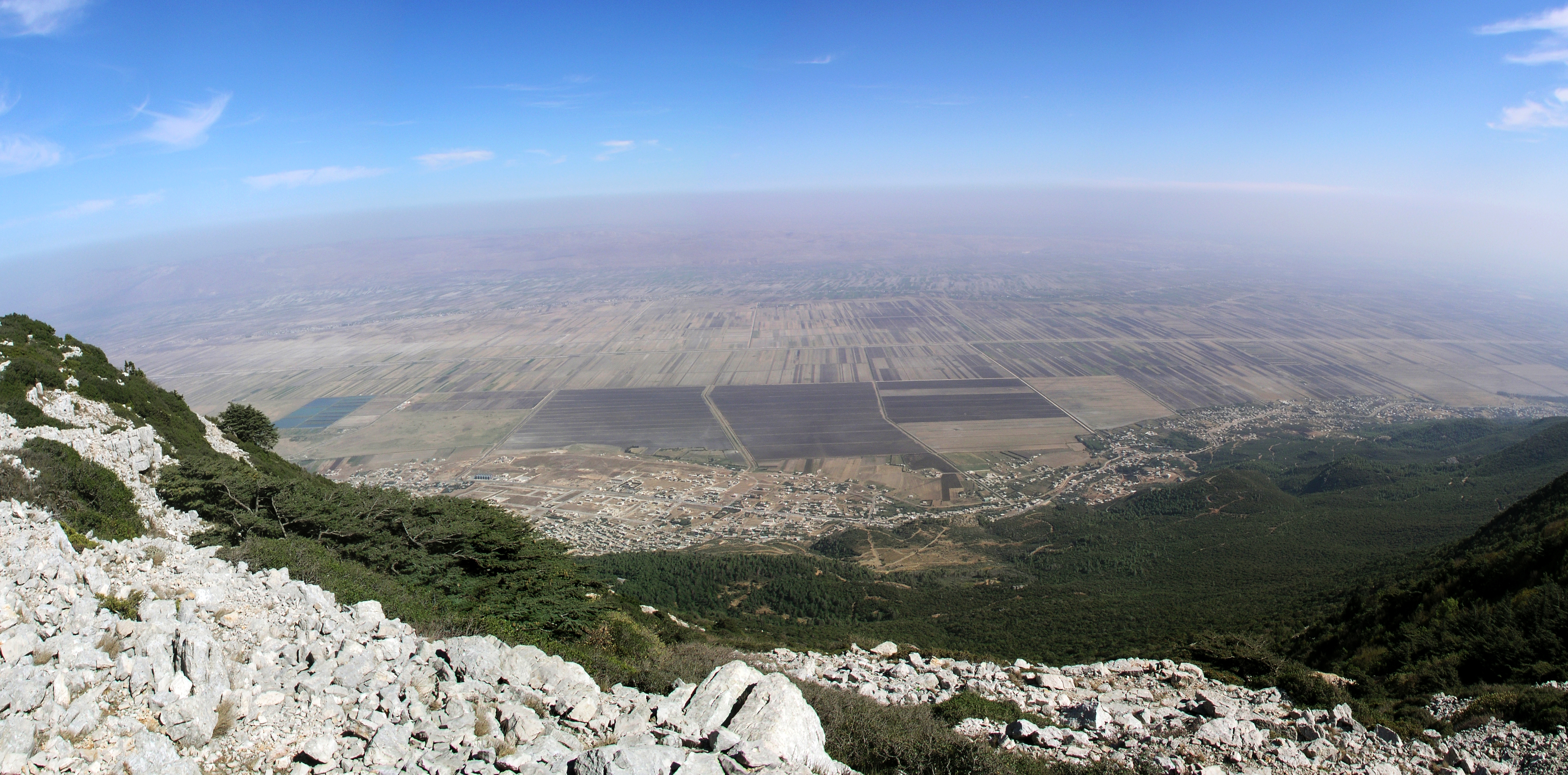
منظر عام لسهل الغاب قرب شطحة.

في عام 1951، أحدثت مؤسسة إدارة مشروع الغاب وربطت بوزارة الأشغال العامة وأوكل إليها مهمة تجفيف واستصلاح واستثمار معظم أراضي سهل الغاب التي كانت مغمورة بالمياه وتُشكِّل مستنقعًا كبيرًا. أزيل قسم من العتبة البازلتية في قرقور عام 1956، والتي كانت تُشكِّل سدًا طبيعيًا من الناحية الشمالية للسهل، لإزالة الغمر بالمياه، ثم شُقت المصارف الرئيسية B – A  اللذين نفذهما الألمان والإيطاليون في عام 1964، وتبعه إنشاء شبكة ري ومصارف ثانوية في عام 1968. أدّت هذه الإجراءات إلى التخلص من غمر المياه وحدوث تحسن نسبي في كامل المنطقة.
استُحدثت الهيئة العامة لإدارة وتطوير الغاب بموجب القانون رقم 20 لعام 2005.

## المهام
تشمل المهام التي تؤديها الهيئة ما يلي:
- إدارة الشؤون الزراعية وتنظيم شؤون الري الحقلي.
- إعداد مشاريع الخطط وتنفيذها بما ينسجم والخطة العامة للدولة.
- تنفيذ الخطة الزراعية المقررة بشقيها النباتي والحيواني وتحسين الإنتاج كمًا ونوعًا.
- العمل على توفير ما يلزم لتطوير الغاب فى المجال الزراعي.
- التنسيق مع الجهات المختصة  للمحافظة على مساحة الرقعة الزراعية.
- صيانة واستثمار أقنية الري والصرف واستخدام وسائل الري الحديثة.
- تطبيق التقانات الزراعية الحديثة والمعلوماتية في العمل الزراعي.
- حماية الموارد الطبيعية في مجال عمل الهيئة.
- العمل على تنمية وتطوير المجتمع المحلي بالتنسيق مع الجهات المختصة.
- تأهيل وتدريب العاملين فى مختلف الاختصاصات والمجالات العلمية والعملية، وتعليم وتدريب الفلاحين في مجال زيادة الإنتاج وتحسينه.

## الهيكل التنظيمي
يتولى إدارة شؤون الهيئة:
- مجلس الإدارة
- المدير العام

وتتألف من الدوائر الفرعية: 
- دائرة الثروة النباتية
- دائرة الثروة الحيوانية
- مكتب الإرشاد الزراعي
- مديرية الري

## مزيد من القراءة
- ترکمان، حنان؛ أحمد، مجد (2020). "دور الاتصال الداخلي والحوافز والمكافآت في تحسين الالتزام التنظيمي (دراسة ميدانية في الهيئة العامة لإدارة وتطوير الغاب)". مجلة جامعة اللاذقية للدراسات والبحوث العلمية. سلسلة العلوم الاقتصادية والقانونية. اللاذقية. ج. 42 ع. 3. eISSN:2663-4295. ISSN:2079-3073.

## وصلات خارجية
- الموقع الرسمي